# West Čeamirivier
West Čeamirivier (Zweeds: Alip Čeamijohka) is een rivier die stroomt in de Zweedse  gemeente Kiruna. De rivier ontvangt haar water op de zuidelijke hellingen van de West Čeamiberg, maar ook van de westelijke hellingen van de Oost Čeamiberg. De rivier stroomt naar het zuiden. Ze stroomt na 5 kilometer in de Lävasrivier.
Afwatering: West Čeamirivier → Lävasrivier → Rautasrivier → Torne → Botnische Golf